# Rocca (Familienname)
Rocca, La Rocca, LaRocca oder Larocca ist ein italienischer Familienname.

## Herkunft und Bedeutung
Rocca ist ein Wohnstättenname für Personen, die an einer Burg oder Befestigungsanlage wohnen (Rocca ital. für hoch gelegene Burg, Befestigungsanlage).

## Namensträger

### Rocca
- Adrian Rocca (* 1962), argentinischer Rugby-Union-Spieler
- Amedeo Nasalli Rocca (1852–1926), italienischer Präfekt
- Angelo Rocca (1545–1620), italienischer Geistlicher, Titularbischof von Tagaste, siehe Biblioteca Angelica
- Antonio Rocca (* 1951), italienischer Fußballspieler und -trainer
- Antonino Rocca (1928–1977), argentinischer Wrestler
- Bienvenido Rocca (1932–2010), venezolanischer Schauspieler
- Camille de Rocca Serra (Politiker, 1954) (* 1954), französischer Politiker
- Costantino Rocca (* 1956), italienischer Golfer
- Christina B. Rocca (* 1958), US-amerikanische Diplomatin
- Daniela Rocca (1937–1995), italienische Schauspielerin
- Francesco Rocca (Fußballspieler) (* 1954), italienischer Fußballspieler und -trainer
- Francesco Rocca (Jurist) (* 1965), italienischer Jurist und Funktionär der Internationalen Rotkreuz- und Rothalbmond-Bewegung
- Francis X. Rocca (* 1963), US-amerikanischer Journalist
- Gianfelice Rocca (* 1948), italienischer Unternehmer
- Gianni Rocca (Journalist) (1927–2006), italienischer Journalist und Autor
- Gianni Rocca (Leichtathlet) (Giovanni Rocca; 1929–2013), italienischer Leichtathlet
- Giorgio Rocca (* 1975), italienischer Skirennläufer
- Giovanni Antonio Rocca (1607–1656), italienischer Mathematiker
- Giovanni Nasalli Rocca di Corneliano (1872–1952), italienischer Geistlicher, Erzbischof von Bologna
- Giuseppe Rocca (Instrumentenbauer) (1807–1865), italienischer Musikinstrumentenbauer
- Giuseppe Rocca (Drehbuchautor) (* 1947), italienischer Drehbuchautor und Regisseur
- Giuseppe Morozzo Della Rocca (1758–1842), piemontesischer Geistlicher, Bischof von Novara und Kardinal der Römischen Kirche
- Jean-Paul de Rocca Serra (1911–1998), korsischer Politiker
- John Rocca (* 1960), britischer Musiker
- Jorge G. Rocca (* vor 1978), argentinisch-amerikanischer Physiker
- Leonel Rocca (1915–1965), uruguayischer Radsportler
- Lodovico Rocca (1895–1986), italienischer Komponist
- Luigi Rocca (* 1952), italienischer Maler
- Maria Laura Rocca (1917–1999), italienische Schauspielerin
- Mario Nasalli Rocca di Corneliano (1903–1988), italienischer Geistlicher, Titularerzbischof von Antium
- Michele Rocca (* 1996), italienischer Fußballspieler
- Michelle Rocca (* 1961), irisches Model und Moderatorin
- Paolo Rocca (* 1952), italienischer Unternehmer
- Peter Rocca (* 1957), US-amerikanischer Schwimmer
- Raimondo Morozzo della Rocca (1905–1980), italienischer Archivar
- Robert Rocca (Sänger) (1912–1994), französischer Sänger, Schauspieler und Drehbuchautor
- Robert Rocca (Bildhauer) (* 1927),  französischer Karikaturist, Comic-Künstler und Bildhauer
- Roberto Rocca (1922–2003), italienisch-argentinischer Ingenieur und Unternehmer
- Simone Rocca (* 1967), italienischer Squashspieler
- Stefania Rocca (* 1971), italienische Schauspielerin

### La Rocca
- Frank La Rocca (* 1951), US-amerikanischer Komponist
- Ketty La Rocca (1938–1976), italienische Konzept-, Body-Artkünstlerin und Dichterin der Visuellen Poesie
- Roberto La Rocca (* 1991), venezolanischer Automobilrennfahrer
- Sal La Rocca (* 1961), belgischer Jazz-Bassist

### LaRocca bzw. Larocca
- Jimmy LaRocca (1939–2023), US-amerikanischer Jazzmusiker
- John Sebastian Larocca (1901–1984), italienisch-amerikanischer Mobster
- José María Larocca (* 1969), argentinischer Springreiter
- Mike Larocca, US-amerikanischer Film- und Fernsehproduzent
- Nick LaRocca (1889–1961), US-amerikanischer Jazzmusiker